# Luchsingen

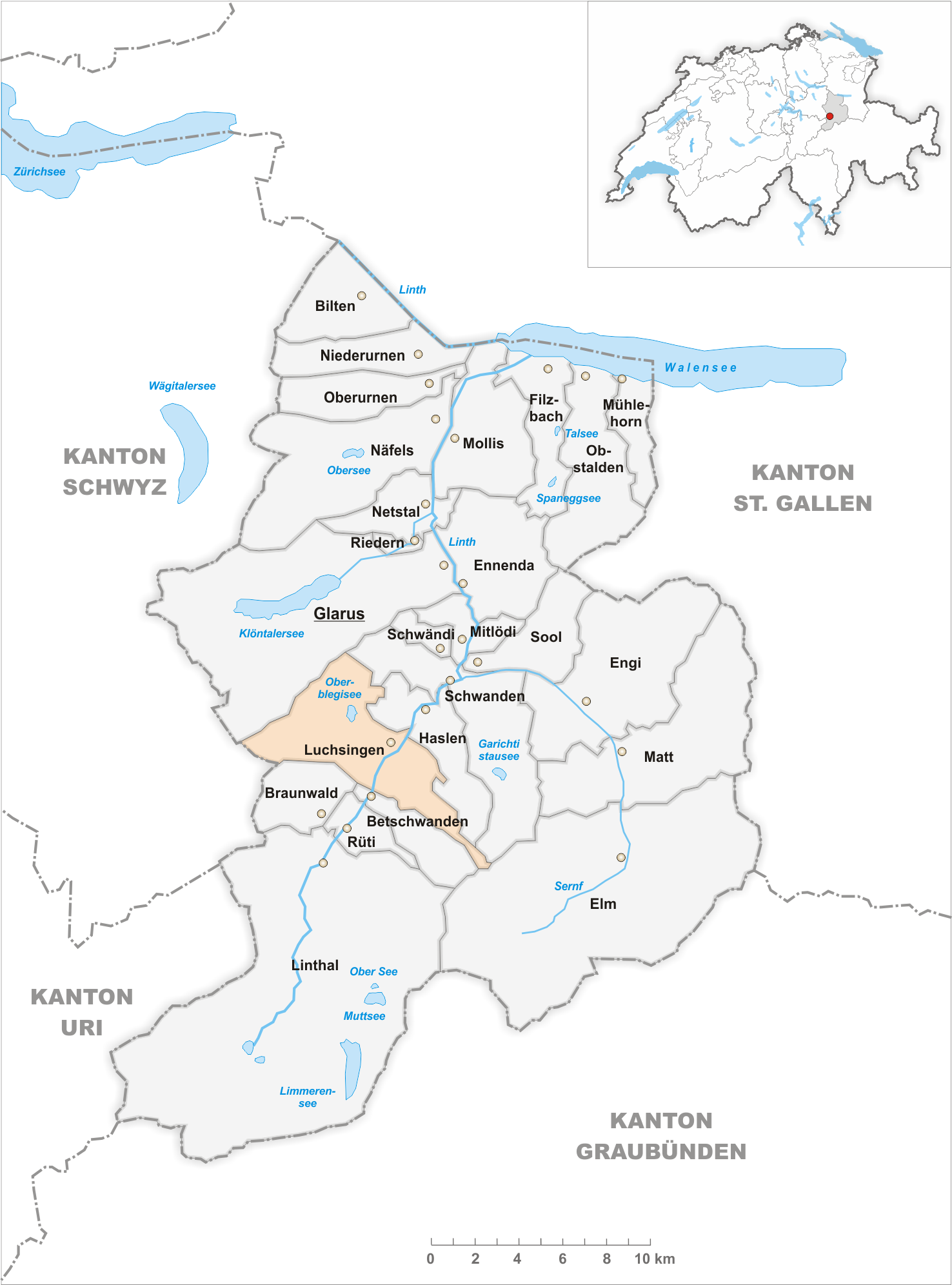
Gemeindestand vor der Fusion am 1. Januar 2011

Luchsingen (glarnerdeutsch Luchsige [lʊχsɪgə, lʊχsɪgæ]) ist eine Ortschaft der Gemeinde Glarus Süd im Schweizer Kanton Glarus.

## Geographie

### Ortsgliederung
Zur Ortschaft Luchsingen gehört der Weiler Adlenbach, der sich durch einen intakten Ortskern mit alten Glarner Häusern auszeichnet. Zur Ortschaft Diesbach GL gehört der Weiler Dornhaus.
Eine kleine Luftseilbahn führt von Luchsingen auf den Brunnenberg. Die Bergstation befindet sich 400 Meter unterhalb des Oberblegisees.
Der Passübergang Zeinenfurggel verbindet Luchsingen mit dem Klöntal.

## Geschichte

Wappen von Luchsingen bis 2003

Luchsingen findet sich erstmals 1289 als Luchsingen bezeugt (1333: Luchsigen). Im Vorderglied steckt der althochdeutsche Personenname Luhs, Luchs, der mit dem Gattungswort Luchs sprachgeschichtlich identisch ist (vgl. den Vornamen Wolf). Der Name bedeutet damit ‹bei den Leuten der Sippe des Luchs›.
Bis und mit 2003 war Luchsingen eine eigenständige politische Gemeinde. Auf den 1. Januar 2004 wurde Luchsingen mit Hätzingen und Diesbach zur Gemeinde Luchsingen vereinigt.
Diese neue Gemeinde Luchsingen wurde im Rahmen der Glarner Gemeindereform auf den 1. Januar 2011 mit den Gemeinden Betschwanden, Braunwald, Elm, Engi, Haslen, Linthal, Matt, Mitlödi, Rüti (GL), Schwanden (GL), Schwändi, und Sool zur neuen Gemeinde Glarus Süd zusammengelegt.
Schon 2006 vereinigten sich die damaligen Kirchgemeinden Luchsingen, Betschwanden, Linthal und Braunwald zur Kirchgemeinde Grosstal.

## Persönlichkeiten
- Jakob Hefti (1873–1951), Politiker und Schriftsteller
- Anton Stadler (1920–2016), Politiker (CVP)
- Caspar Streiff (1853–1913), Staatskassier und Mundartautor

## Impressionen

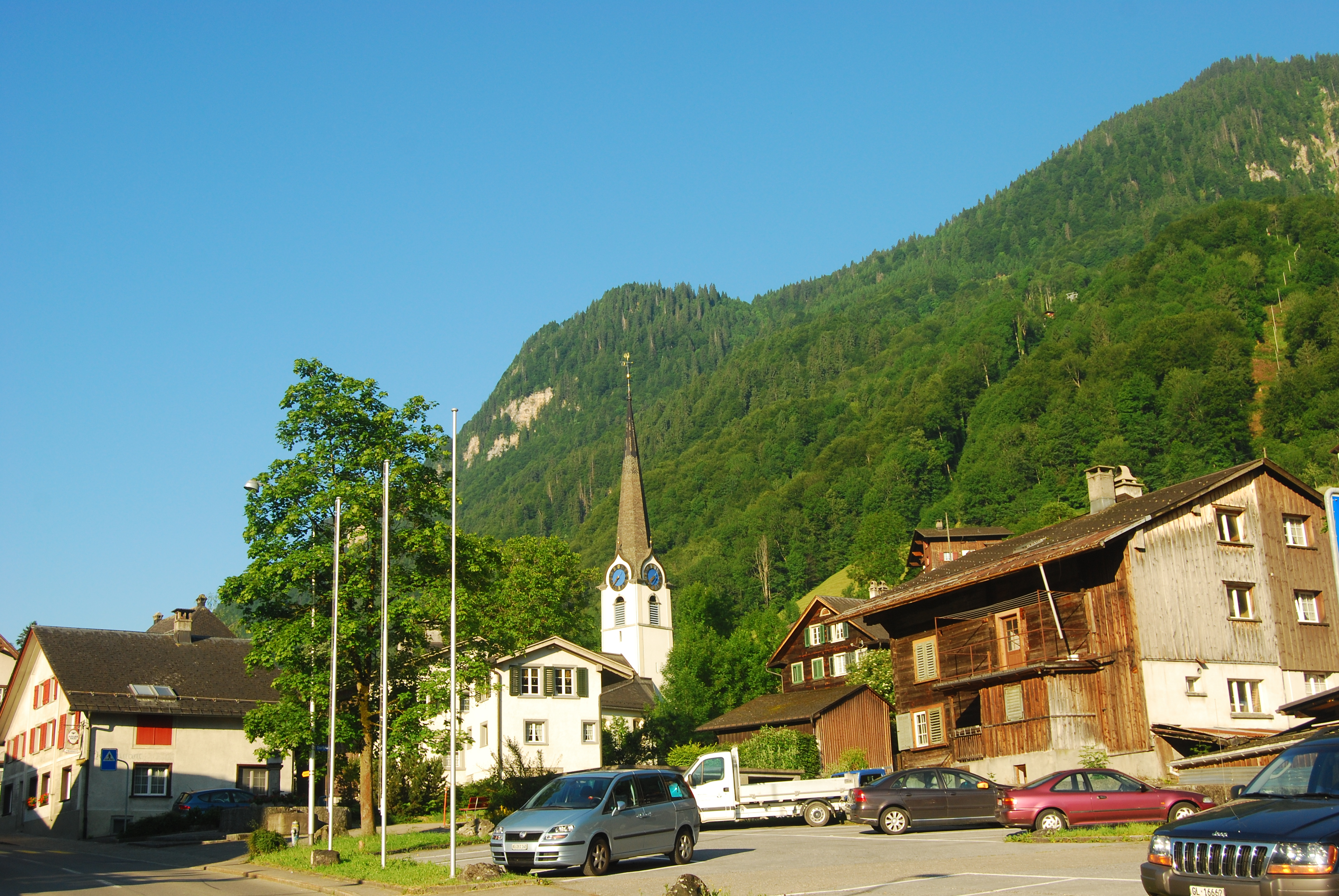
Kirche von Luchsingen
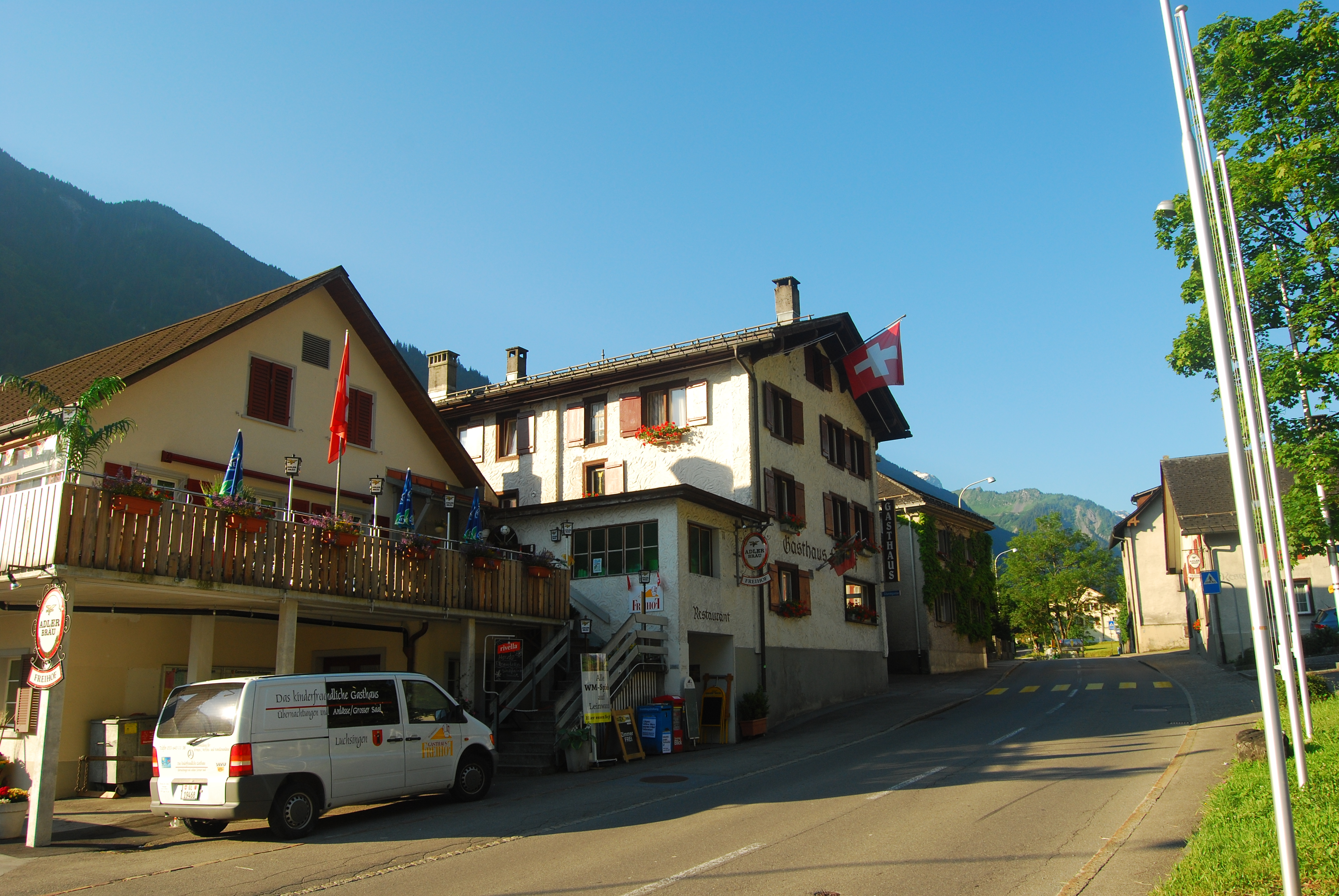
Dorfzentrum von Luchsingen
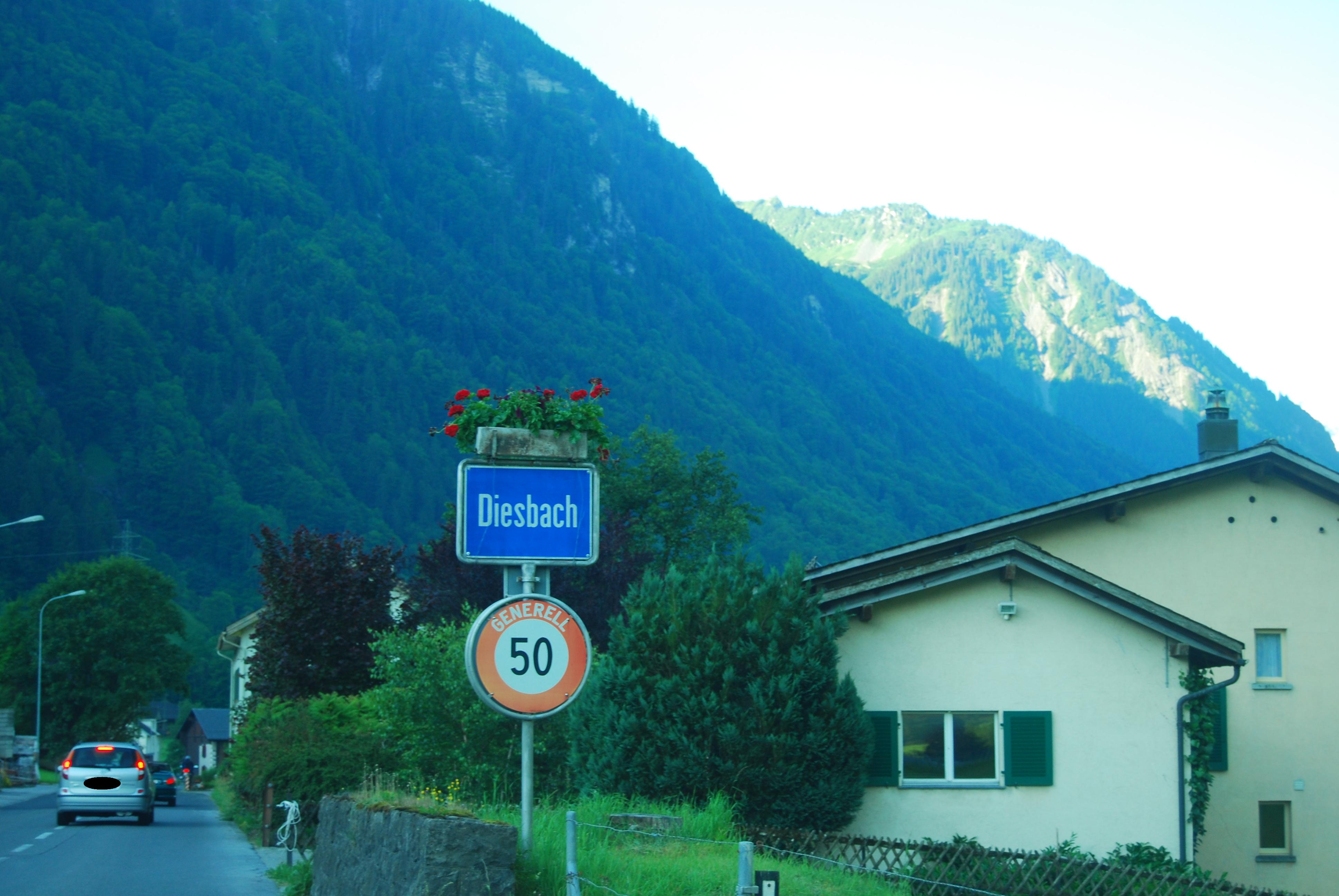
Dorfeingang von Diesbach
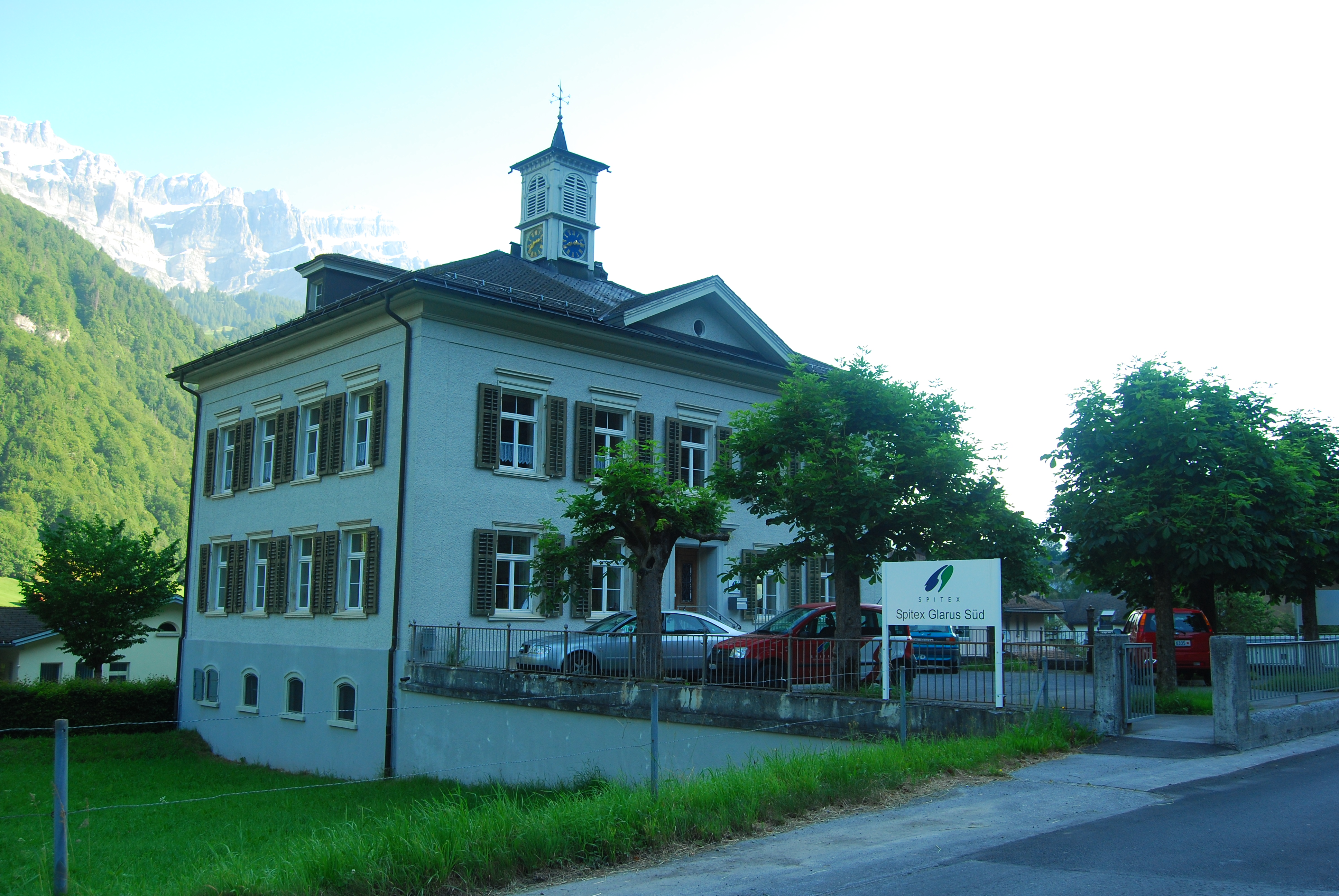
Altes Schulhaus von Diesbach
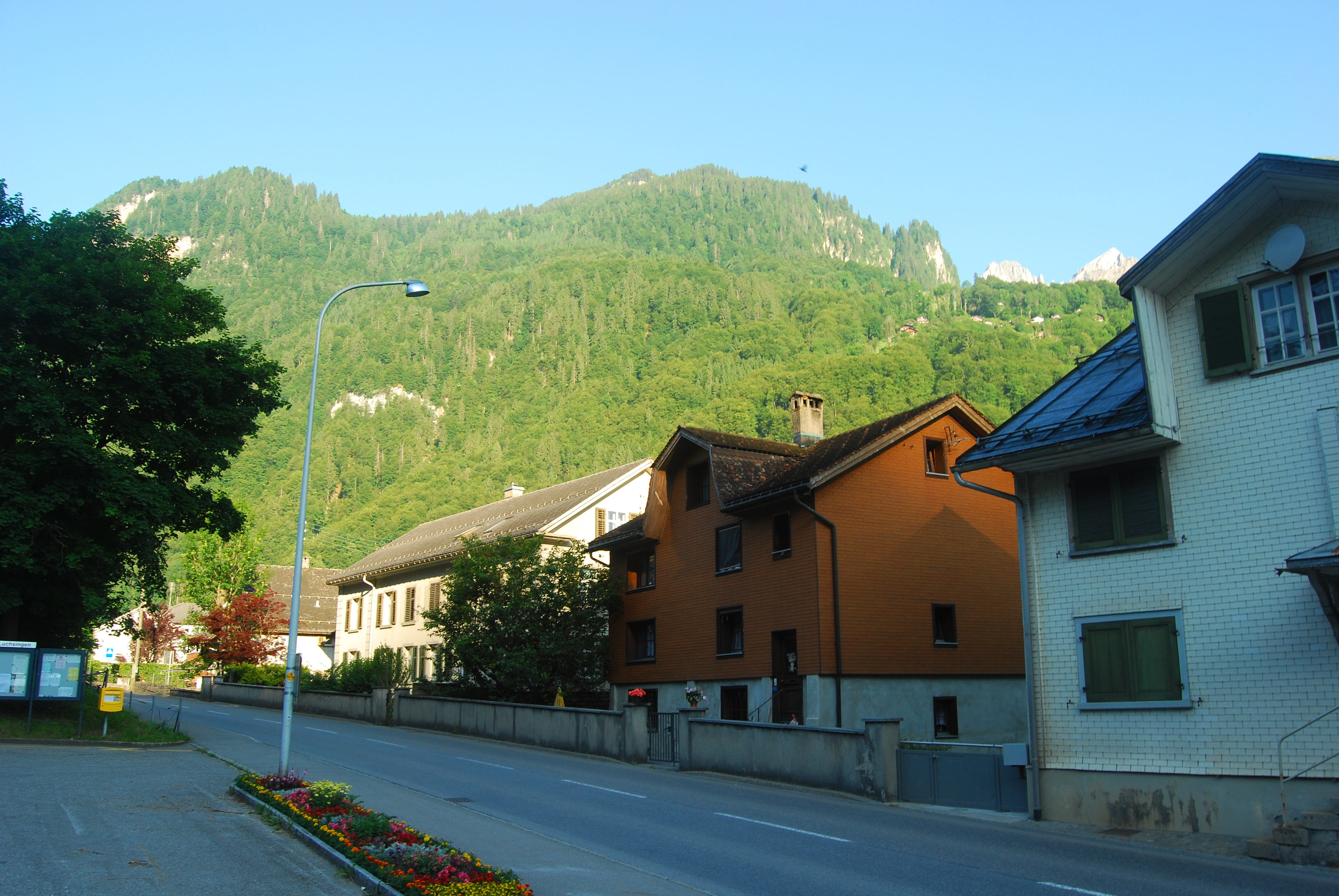
Dorfzentrum von Hätzingen
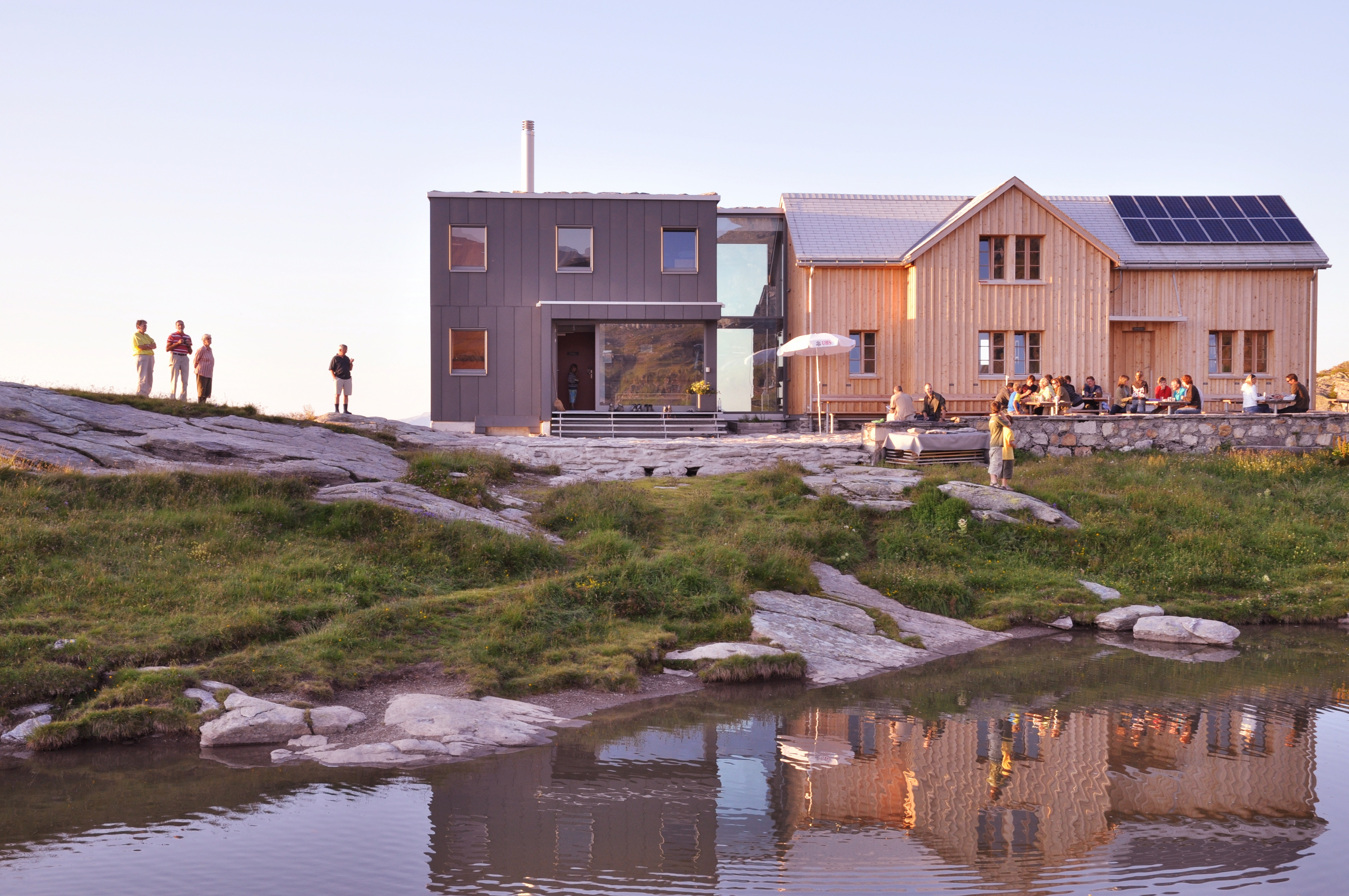
Leglerhütte
Historisches Luftbild aus 300 m von Walter Mittelholzer von 1923
Luchsingen mit dem Tödi, 1908